# 大爾朱氏
大爾朱氏（だいじしゅし、? - 556年）は、北魏の実力者爾朱栄の長女。諱は不詳で、爾朱兆（従兄弟にあたる）の娘の小爾朱氏に対して、大爾朱氏と号した。本貫は秀容郡。初め孝明帝元詡の妃嬪になり、次いで孝荘帝元子攸の皇后に立てられ、孝荘帝の死後は高歓の側妻となり、晩年には北斉の彭城王太妃となった。

## 経歴
はじめ、爾朱氏は孝明帝の妃嬪として北魏の後宮に入った。528年、胡太后が孝明帝を殺害し、代わって元釗を皇帝に擁立すると、爾朱栄は胡太后に反発して挙兵し、長楽王元子攸（孝荘帝）を皇帝に擁立して、胡太后と元釗を殺害した。
爾朱栄は大将軍となって北魏の朝廷を牛耳ると、娘の爾朱氏を孝荘帝の皇后として立てた。爾朱皇后は怒りっぽい上に嫉妬深く、孝荘帝と妃嬪が一夜を共にする際にしばしば暴言を吐き、「あなたが帝位を得たのは我が父のおかげです。私に対して良くしなければ、父はあなたを廃位も出来ますよ」と言った。孝荘帝は爾朱栄を一層憎むようになった。530年、爾朱栄が臨月に入った爾朱皇后を見舞った際、孝荘帝は爾朱栄をおびき寄せ、自ら手にかけて殺した。爾朱兆と爾朱世隆はいったん逃亡したが、長広王元曄を擁立して、洛陽を攻め落とすと、孝荘帝を拘束して晋陽に送り、間もなく殺害した。爾朱皇后が生んだばかりの男子も爾朱兆に殺害された。
その後、爾朱氏は高歓の外室となった。高浟を生み、大爾朱氏と号した。高歓は爾朱氏には、正妻の婁昭君に対するより丁重で、会うときに必ず束帯を着けて「下官」を自称した。武定3年（545年）、高歓が柔然の蠕蠕公主を迎えて帰ると、大爾朱氏は木井の北に迎え、蠕蠕公主と前後に列を分かれ、互いに会わなかった。蠕蠕公主が角弓を引いてトビを仰ぎ射つと、トビは矢に当たって落ちた。大爾朱氏が長弓を引いてカラスを射ると、一発で命中した。高歓は喜んで「わたしにこの二婦人があれば、並んで賊を討つことができるだろう」と言った。高歓の生前に、大爾朱氏は出家して尼となり、彼女のために高歓は仏寺を建立した。
高歓死後の550年、北斉が建てられると、高歓と爾朱氏の子の高浟は彭城王に封ぜられ、彼女もまた彭城王太妃に封ぜられた。556年、文宣帝が酒に酔って太妃に無礼を働こうとし、彼女はこれを拒んだため、文宣帝に殺害された。

## 男子
- 元氏（孝荘帝との子、530年11月13日 - 531年1月8日[2]）
- 高浟（高歓との子）

## 伝記資料
- 『北史』巻14 列伝第2 后妃下